# 자연어 이해
자연어이해 (natural language understanding) 한국어 또는 영어와 같이 일반적으로 의사소통에 쓰이는 수많은 언어를 자연어라 하며, 어떠한 것을 이해 한다는 것은 한 표현(근원표현)으로부터 다른 표현(목적표현)으로 변환시키는 것을 뜻한다.
언어의 이해에는 절대적인 개념이 거의 존재하지 않으며, 거론된 주제에 관련된 일반적 지식에 따라 다를 수 있다. 예를 들어 항공회사 자료수집 시스템에 “나는 가능한 빨리 부산에 가기를 원한다”고 말하면, 이 시스템은 부산에 가는 첫 비행기를 알아내라는 것으로 이해할 것이다. 그러나 당신의 가족이 부산에 살고 있다는 것을 아는 친한 친구에게 똑같은 말을 한다면, 그는 당신의 가족에게 문제가 생겨 당신이 어떠한 감정적 위로를 필요로 한다고 이해할 것이다.
이와 같은 언어이해의 난이성(복잡하고 힘든 성질)을 유도하는 주요요소들은 다음의 세 가지이다.
- 정합(matching)이 행해지는 목적표현의 복잡성
- 변환(mapping)의 유형:일 대 일, 다수 대 일, 일 대 다수, 다수 대 다수
- 근원표현(source representation)의 요소들 간의 상호작용의 정도

이를 극복하기 위한 방법들로 개념상의 의존도모형, 자연어문장의 파스트리 등이 사용되지만 완전하진 못하다.

## 같이 보기
- 자연어 처리